# Celina Grabowska
Celina Grabowska z domu Kowalewska (ur. 11 listopada 1962 w Bronowie koło Łomży, zm. 21 października 2005 w Olsztynie) – muzealniczka polska, nauczycielka.

## Życiorys
W latach 1981–1985 studiowała na kierunku historycznym Wydziału Humanistycznego Wyższej Szkoły Pedagogicznej w Olsztynie, dyplom magisterski uzyskując ze specjalnością nauczycielską. Od początku pracy zawodowej związała się z olsztyńskim Muzeum Warmii i Mazur, gdzie w Dziale Historii przechodziła kolejne szczeble kariery od stażysty (1985), przez asystenta (1985), starszego asystenta (1988), adiunkta (1990), kustosza (1993) do starszego kustosza (2004). W latach 1987–1991 była jednocześnie nauczycielką historii w dwóch szkołach podstawowych w Olsztynie. W latach 2003–2004 uzupełniła wykształcenie w zakresie muzealnictwa na studiach podyplomowych w Instytucie Etnologii i Antropologii Kultury na Wydziale Historycznym Uniwersytetu Jagiellońskiego.
W pracy w Muzeum Warmii i Mazur zajmowała się opracowywaniem kwerend tematycznych, opiniowaniem zakupów, inwentaryzacją i tworzeniem katalogów rzeczowych zbiorów dotyczących historii Olsztyna i okolic, ruchu polskiego, szkolnictwa polskiego na Warmii w okresie międzywojennym. Organizowała i prowadziła lekcje muzealne poświęcone takim tematom, jak plebiscyt w 1920, znaczenie źródeł muzealnych, polskie organizacje i szkoły na Warmii, życie i działalność Otylii Grotowej i Marii Zientary Malewskiej. Udzielała się także w innych imprezach organizowanych przez Muzeum (m.in. "Niedziele w Muzeum", "Weekendy z Herderem"), np. prowadziła wieczór z cyklu "Życiorysy" poświęcony Emilii Sukertowej-Biedrawinie (21 lutego 1998) oraz wygłaszała referaty w ramach cyklu "Cymelia muzealne", w tym na temat Objawienia gietrzwałdzkie na pocztówkach Andrzeja Samulowskiego (24 czerwca 2001). Współpracowała z Uniwersytetem Trzeciego Wieku w Olsztynie.
Ogłosiła kilka publikacji, głównie na łamach "Olsztyńskiego Informatora Kulturalnego" (Pocztówki gietrzwałdzkie, 1996, nr 5; Unikalne zdjęcia Olsztyna, 1996, nr 6; Korespondencja obozowa Ryszarda Knosały, 1997, nr 10; Olsztyńskie widokówki. Zbiór z lat 1898–1940 w Dziale Historii, 1998, nr 5), ale także w innych wydawnictwach (Muzealnictwo na Warmii i Mazurach w latach 1945–1995. Sprawozdanie z sesji, "Komunikaty Mazursko-Warmińskie", 1996, nr 4; Dokumenty i pamiątki harcerskie w zbiorach Muzeum Warmii i Mazur w Olsztynie, z Zofią Januszkiewicz, "Z dziejów harcerstwa. Zeszyty Historyczne", 2004, nr 5). Przygotowała wystawę Olsztyn 1900–2000, prezentowaną w salach Domu "Gazety Olsztyńskiej" w Olsztynie w 2000, a także opracowała do niej katalog (z Małgorzatą Strzyżewską). Była też autorką katalogu wybranych zbiorów ikonograficznych Działu Historii Muzeum Warmii i Mazur (Olsztyn na starych pocztówkach, Olsztyn 2003).
Udzielała się w pracy społecznej, m.in. przewodniczyła komisji socjalnej pracowników Muzeum od 2004. Współpracownicy wspominali ją jako osobę "bardzo wrażliwą na ludzką krzywdę", miłośniczkę i znawczynię tańców regionalnych (szot, pofajdok), szczególnie lubiącą w swojej pracy kontakt z dziećmi i młodzieżą. Była zamężna, miała dwie córki – Katarzynę i Natalię. W 2005 otrzymała odznakę honorową resortu kultury "Zasłużony dla Kultury Polskiej". Była już w tym czasie ciężko chora i faktycznie nie wykonywała pracy zawodowej (od stycznia 2005), formalnie na rentę przechodząc we wrześniu tegoż roku. Zmarła 21 października 2005 w Olsztynie.